# Dean Meminger
Dean Meminger (Walterboro, 13 de maio de 1948 — Nova Iorque, 23 de agosto de 2013) foi um jogador de basquetebol norte-americano.
Sagrou-se campeão da Temporada da NBA de 1972–73 jogando pelo New York Knicks. Também atuou pelo Atlanta Hawks.